# Archidiecezja Modeny-Nonantoli
Archidiecezja Modeny-Nonantoli – łac. Archidioecesis Mutinensis-Nonantulana – archidiecezja Kościoła rzymskokatolickiego we Włoszech. Wchodzi w skład regionu kościelnego Emilia-Romania.
Diecezja Modeny została erygowana w III wieku. 15 grudnia 1820 włączono w jej skład opactwo terytorialne Nonantola. W 1855 została podniesiona do rangi metropolii. Obecną nazwę uzyskała 30 września 1986. W 2020 roku została połączona unią in persona episcopi z diecezją Carpi.